# Wąsatka karaibska
Wąsatka karaibska (Polymixia lowei) – gatunek morskiej ryby wąsatkokształtnej z rodziny wąsatkowatych (Polymixiidae). 

## Występowanie
Występuje na głębokościach 50–600 m w zachodniej części Oceanu Atlantyckiego, od New Jersey po południową Brazylię. Częściej spotykana w Morzu Karaibskim przy ujściu Orinoko i w pobliżu Trynidadu. Pływa przy dnie.

## Charakterystyka
Osiąga przeciętnie 15–20 cm (maksymalnie 25 cm). Zazwyczaj jest szarawa, mogą pojawiać się odcienie niebieskiego. Ma zaokrągloną głowę. Nie ma znaczenia użytkowego, choć występuje w przyłowach.